# Story János
Boldog Story János (vagy Storey) egy angol római katolikus mártír volt. XIII. Leó pápa avatta boldoggá 1886-ban.

## Élete
Salisbury Nicholas Story fia volt. Az Oxfordi Egyetem részeként működő Hinxsey Hallban tanult, ahol római jogi előadó lett 1535-ben, majd később a Broadgates Hall és a Pembroke College igazgatója.
Úgy tűnik, hogy ideiglenesen letagadta római katolikus hitét VI. Edward király trónra lépésekor. Ennek ellenére 1545-ben Salisbury parlamenti képviselőjeként, majd később 1547-ben Hindon parlamenti képviselőjeként ismertséget szerzett, mikor ellenezte az Egységesítési Határozatot 1547-ben. Mivel felkiáltott: Jaj néked, Ó föld, ha királyod egy gyermek, az Alsóház bebörtönözte, de hamarosan kiengedték és száműzetésbe került.
1553-ban Angliába visszatérve benyújtotta igényét oxfordi helyére, amely immáron a római jog egyetemi professzora cím, és a londoni és oxfordi egyházmegyék kancellárának címe, illetve az egyházjogi bíró címe. Mária királynővel a trónon, Story János volt az egyik legaktívabb ügynök az eretnekség felszámolásában. Thomas Cranmer 1555-ös oxfordi perének fegyelmi felügyelője is ő volt.
I. Erzsébet uralma alatt visszatért a parlamentbe. 1560. május 20-án rövid ideig bebörtönözték a Fleet börtönbe, mert dicsekedett az előző uralom alatti munkásságával. 1563-ban újból letartóztatták és Marshalsea börtönébe irányították, de sikerült Flandriába szöknie, ahol II. Fülöp spanyol király fogja lett. 1570-ben Alba hercege felhatalmazta arra, hogy bizonyos típusú könyveket kirekesszen Hollandiából. Munkája közben elcsalták Antwerpenben elcsalták egy hajóra, majd Yarmouthba szállították.
A tény ellenére, hogy spanyol fogoly volt, elítélték felségárulásért és halálra ítélték 1571. május 2-án. (mert támogatta az 1569-es északi felkelést és bátorította Alba hercegét a támadásra) Perének látványa Szent Campion Ödönt, aki jelen volt, arra indította, hogy átértékelje helyzetét és katolikus küldetését.
Tyburnben végezték ki akasztással és felnégyeléssel 1571. június 1-jén.

## Tisztelte
Egy XVI. Gergely pápa által kibocsájtott, 1859-es pápai dekrétum alapján XIII. Leó pápa boldoggá avatta.

## Fordítás
Ez a szócikk részben vagy egészben  a   John Story című angol Wikipédia-szócikk fordításán alapul.  Az eredeti cikk szerkesztőit annak laptörténete sorolja fel. Ez a jelzés csupán a megfogalmazás eredetét és a szerzői jogokat jelzi, nem szolgál a cikkben szereplő információk forrásmegjelöléseként.